# Miecznik (urząd)
Miecznik (mieczownik) – dworski urzędnik  w średniowiecznej Polsce, zawiadujący zbrojownią panującego i noszący przed nim miecz, będący oznaką jego władzy wojskowej. 
Od XIV w. miecznik przekształcił się w tytularny urząd dworski (miecznik wielki koronny, od XVI w. także miecznik wielki litewski). Miecznicy poszczególnych księstw (ziem) stali się niskimi w hierarchii urzędnikami ziemskimi.

## Tytuły odojcowskie i odmężowskie
Dzieciom miecznika przysługiwały tytuły odojcowskie. Dla synów tytułem takim był miecznikowic, a dla córek miecznikówna. Żony miały prawo do tytułu odmężowskiego miecznikowa.

## Kultura
W kulturze polskiej Miecznik z Kalinowa jest jedną z postaci w operze Straszny dwór z librettem Jana Chęcińskiego i muzyką Stanisława Moniuszki, ojcem głównych kobiecych bohaterek dzieła, Jadwigi i Hanny. To jego i jego praojców dom jest głównym, tytułowym miejscem akcji i ze względu na odwieczną urodę mieszkanek, budzącą zazdrość najbliższych innych panien, przekornie nazwany Strasznym dworem.